# Bubu Cernea
Mihai Andrei (Bubu) Cernea (n. 20 ianuarie 1994, Nijmegen, Gelderland, Țările de Jos) este un actor de televiziune, cântăreț, dansator ocazional, muzician și toboșar român, actualmente cel mai bine cunoscut ca membru fondator și toboșar al trupei Lala Band, respectiv ca actor al distribuției serialului de televiziune Pariu cu viața (în care interpretează personajul Bubu Grama) difuzat de postul de televiziune Pro TV.

## Biografie
Bubu Cernea este fiul a două cunoscute personalități din lumea muzicii din România: al cântăreței Crina Mardare, profesoară de canto, vocalistă, fostă componentă a mai multor grupuri muzicale și solistă a trupei Sfinx, și al muzicianului Mihai (Mișu) Cernea, toboșar, vocalist, compozitor, membru al aceleiași trupe Sfinx. 
Bubu Cernea a absolvit Colegiul Național de Arte din București în 2012.
În perioada anilor 1998-2003 prezintă alături de Horia Brenciu, Jojo, Dodo (Diana Caliniuc Ionescu) și Sabrina (Sabrina Manoliu), emisiunea KIKI RIKI MIKI realizată de Oana Ionescu, transmisă în direct la TVR 1 în fiecare duminică dimineață, unde a interpretat diferite roluri și a cântat, atât ca toboșar, cât și ca solist vocal, în peste 15 piese muzicale, compuse special pentru aceasta emisiune de Crina Mardare și Mihai Cernea, remarcându-se ca cel mai tânăr moderator și actor de televiziune.

### Realizări muzicale
- Bubu a bătut prima data în tobe la 2 ani, iar la 3 ani a primit cadou de Moș Nicolae, primele sale tobe profesionale[8]
- a cântat live, la baterie, în majoritatea spectacolelor KIKI RIKI MIKI difuzate de TVR 1 în perioada 1998-2003[necesită citare]
- primul turneu l-a susținut când avea 5 ani, la Costinești,[9]
- la 9 ani participa la Eurovisionul copiilor,[10]
- a urcat pe scena “Latin Grammy Awards”, alături de Ovidiu Lipan, cunoscut profesional ca și Țăndărică,
- actorul Antonio Banderas a ținut să-l felicite personal după acel recital.[11][6]